# Deinonychus (groupe)
Pour les articles homonymes, voir Deinonychus (homonymie).
Deinonychus est un groupe néerlandais de doom metal formé en 1992 par Marco Kehren. Le groupe est proche du groupe allemand Bethlehem.